# Lanildut
Lanildut (Lannildud en bretón) es un municipio del departamento de Finisterre, en la región de Bretaña, Francia.
A pesar de su pequeño tamaño es el puerto de recogida de algas más importante de Europa, pues su producción supone el 50% del total de algas de Francia. Desde los años 60 las técnicas de recogida, tanto en la costa como en alta mar, han mejorado considerablemente. Los barcos utilizados constan de una grúa con un gancho giratorio en su extremo al cual se van adheriendo las algas del mar. Después, en el puerto, las algas se depositan en enormes camiones que las transportan a las fábricas multinacionales.
También posee el Museo de las Algas, único en todo el país.

## Demografía
| 786 | 661 | 651 | 718 | 733 | 830 |
| Para los censos de 1962 a 1999 la población legal corresponde a la población sin duplicidades (Fuente: INSEE [Consultar]) |     |     |     |     |     |